# Stadio Arcul de Triumf
Lo stadio Arcul de Triumf (in romeno Stadionul National de Rugby Arcul de Triumf, "Stadio Nazionale di rugby Arco di Trionfo") è un impianto sportivo romeno di Bucarest dedito al rugby a 15.
Costruito a partire dal 1913 e inaugurato nel 1914, è in gestione alla Federaţiă Română de Rugby ed è il terreno interno d'elezione della Nazionale di rugby a 15 della Romania.

## Storia
L'idea di uno stadio prese vita nel 1913, agli albori del rugby in Romania; l'allora sindaco di Bucarest Grigore Cantacuzino concesse al comitato federale delle società sportive rumene un lotto di terreno di circa 250 000 m² di superficie a canone simbolico vitalizio di un leu annuo.
L'area, situata nella periferia settentrionale della città, era nota come “Terenul de la Sosea” (liberamente traducibile in “terreno della Strada”); il lotto, destinato ad accogliere varie strutture sportive, fu separato in due parti, oggi divise da una strada intitolata a Primo Nebiolo, il dirigente sportivo italiano che fu presidente della Federazione internazionale d’atletica leggera.
Sulla parte più meridionale del lotto fu edificato lo stadio del rugby, originariamente chiamato stadio della Gioventù, che fu inaugurato il 9 marzo 1914 con una serie di incontri che videro contrapposti dapprima due club seniores e, a seguire, alcune squadre giovanili e scolastiche.
Il 30 marzo successivo ivi si svolse il primo incontro ufficiale, la finale del campionato 1913-14 tra TCR Bucureşti e Sporting Club, vinto dai primi per 6-3, che così divennero i primi campioni di Romania.
Negli anni successivi andò incontro ad alcuni ampliamenti e assunse il nome attuale di Arcul de Triumf.
L'impianto, in gestione alla Federaţiă Română de Rugby, è divenuto il terreno interno della Nazionale romena di rugby, anche se non in via esclusiva; dal 2007 al 2016 ospitò gli incontri del torneo internazionale Nations Cup organizzato da World Rugby.
Uno stanziamento comunale erogato nel 2011 di circa 150000 € permise l'ampliamento della struttura, originariamente di 3480 posti, a 5500.
In occasione del campionato europeo di calcio 2020 è stato completamente ristrutturato e ampliato a 8270 posti a sedere per un costo complessivo di circa 37 milioni di euro.